# Corea
Corea är en ort i Mexiko.   Den ligger i kommunen Querétaro och delstaten Querétaro Arteaga, i den centrala delen av landet, 210 km nordväst om huvudstaden Mexico City. Corea ligger 2 027 meter över havet och antalet invånare är 917.
Terrängen runt Corea är kuperad åt nordväst, men åt sydost är den platt. Runt Corea är det ganska tätbefolkat, med 120 invånare per kvadratkilometer. Närmaste större samhälle är Santa Rosa Jauregui, 6,7 km söder om Corea. Trakten runt Corea består i huvudsak av gräsmarker.